# Píleo (chapéu)

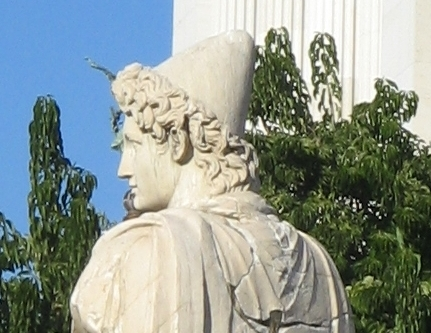
Dióscuro com píleo.
(Roma, Cordonata)

O píleo é um tipo de chapéu cônico usado na Antiguidade, especialmente na Grécia e em Roma, na primeira desde cerca de 350 a.C., sendo o segundo conhecido por píleo itálico.

## Uso e formatos

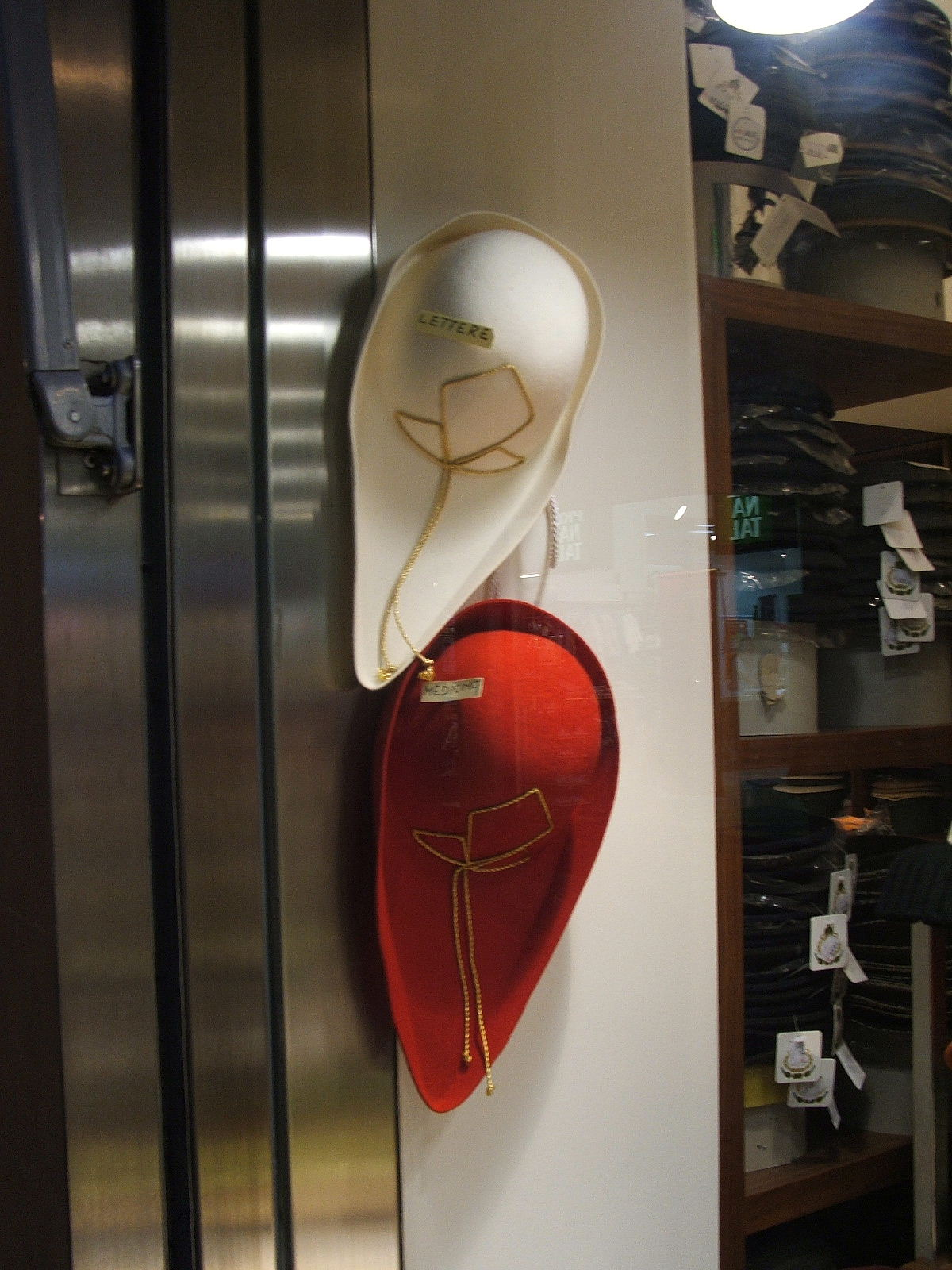
Modernos píleos religiosos, em Pádua

O píleo simbolizava a condição de liberdade, sendo usada pelas classes menos abastadas, especialmente marinheiros, pescadores e, em geral, pelos trabalhadores braçais. 
Frequentemente tinha sua ponta redobrada, formando uma espécie de aba, um bordo largo, especialmente no itálico. A extremidade do cone tinha o formato arredondado.
Os Dióscuros eram geralmente representados com uma estrela sobre a testa e com o píleo (vide imagem acima).

### Religião católica
Do píleo deriva um chapéu eclesiástico (zucchetto, em italiano), simbolizando assim a imagem de "pescadores de homens" dos sacerdotes católicos.

## Confecção e curiosidades
Eram geralmente feitos de feltro, mas também era comum o píleo feito em couro. 
O píleo é o famoso chapéu usado pelo herói Robin Hood, ao qual este adicionou uma pena; simboliza sua opção pela vida junto aos pobres.